# 大宜味村

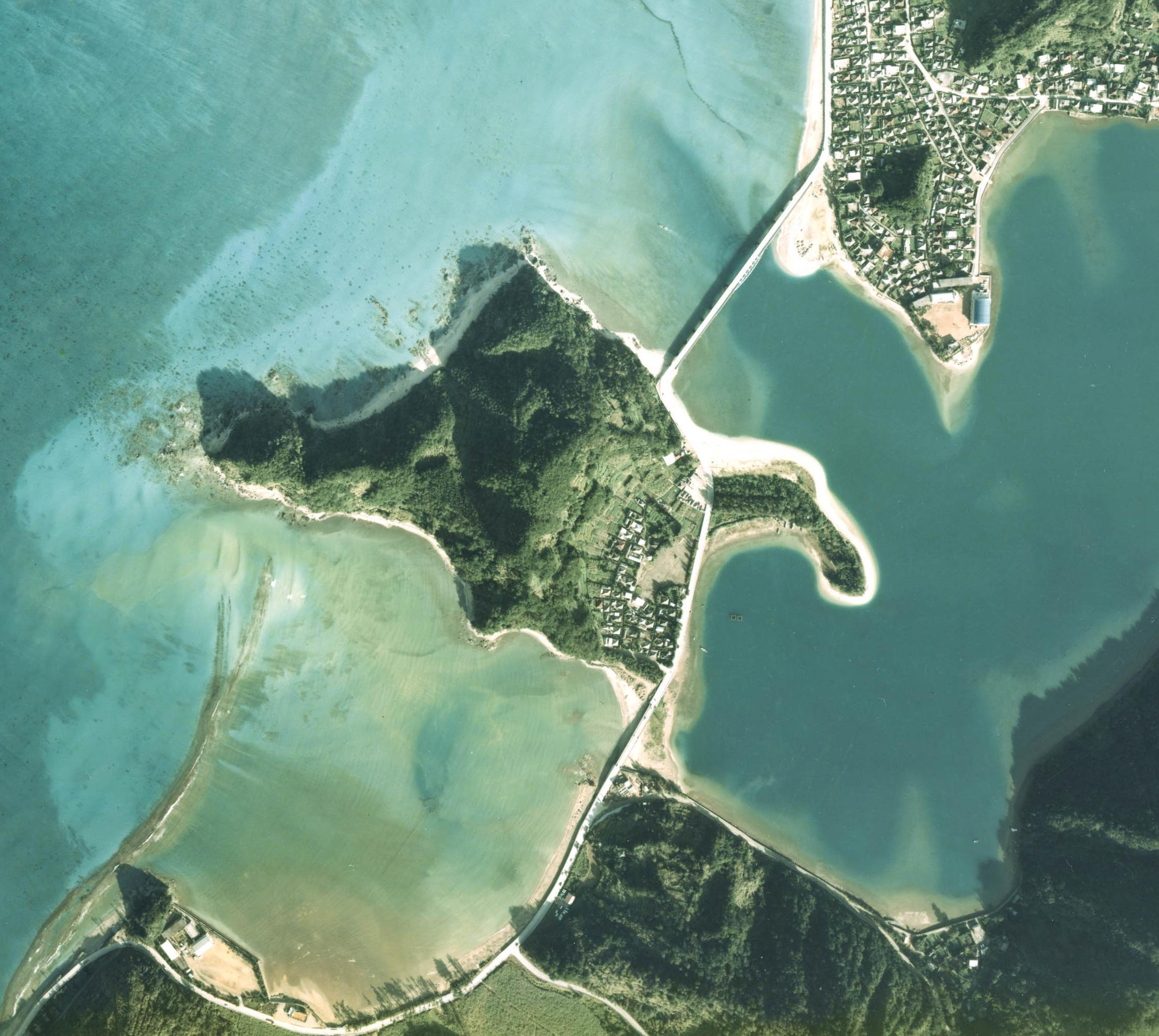
塩屋湾と宮城島

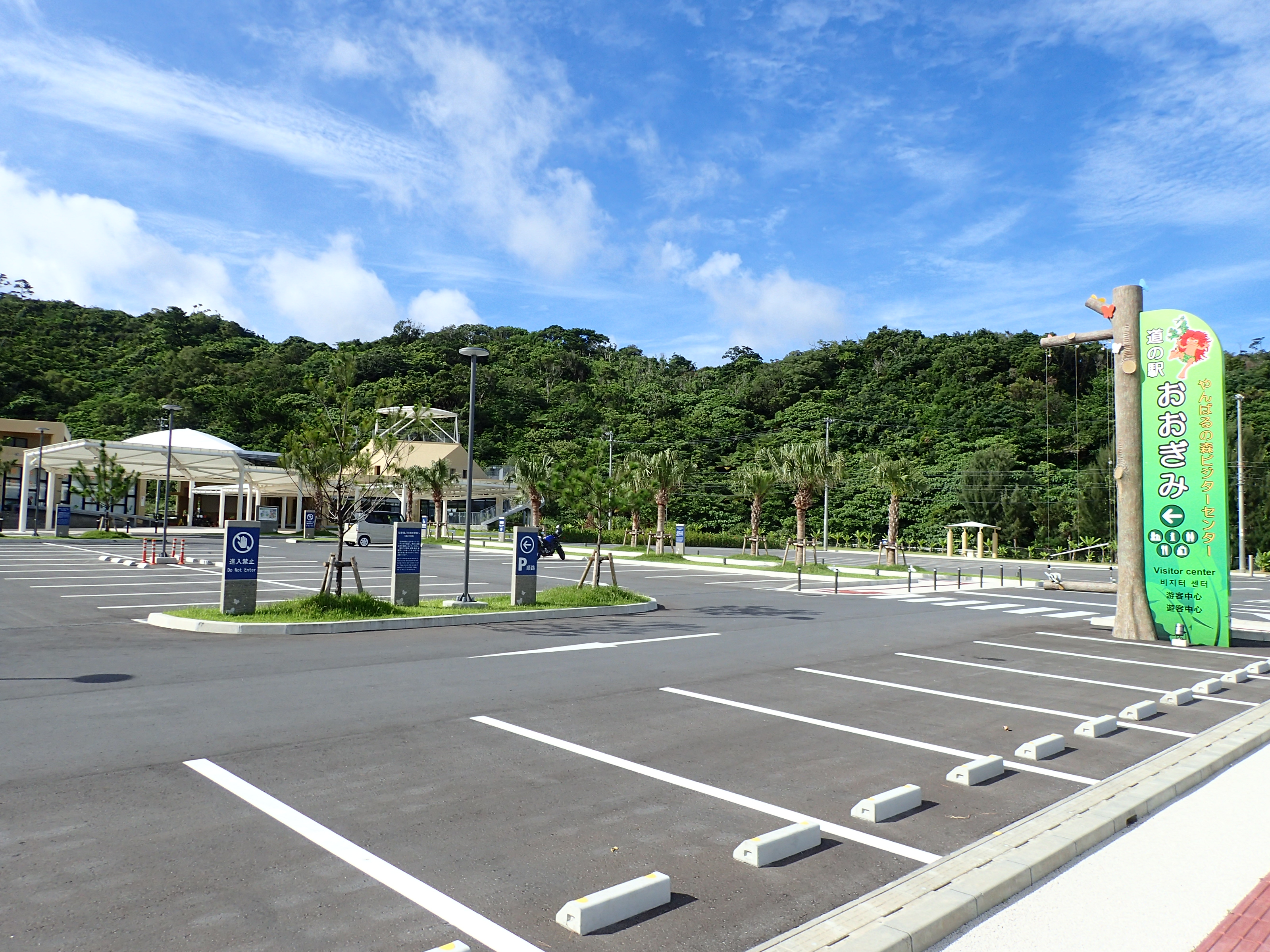
道の駅おおぎみ・やんばるの森ビジターセンター

大宜味村（おおぎみそん；沖縄語：うふじみ）は、沖縄県の沖縄本島北部に位置する村。国頭郡に属している。「長寿の里」とされ、「長寿日本一宣言」をしている。

## 概要
沖縄本島北部の西岸に位置し、北は国頭村、東は東村、南は名護市と接している。県庁所在地の那覇市からは北に約87km、県北部の拠点都市である名護市中心部からは約22kmの距離にある。
大宜味に間切が設置されたのは17世紀のことで、それ以前は羽地間切や国頭間切の領域だった。1673年に羽地間切から2村、国頭間切から11村の計13村により田港（たんな）間切が設置された。1682年に田港間切は大宜味間切に改称。
1695年、国頭間切から大宜味間切に川田村と平良村の2村を分割編入し、親田村、見里村、一名代村、大宜味村の4村を新設するとともに、屋古村と前田村が合併して大宜味間切は計18村となった。
1908年（明治41年）の島嶼町村制により、従来の間切は村（ソン）、村（ムラ）は字となり、大宜味間切は大宜味村となった。

## 地理
村域は東西8 km、南北13.3 km、総面積63.55 km2。総面積の約76%が森林であり、大小17の河川が東シナ海に注いでいる。地形は急傾斜地が海岸部まで迫っており平地は少ない。
- 山:ネクマチヂ岳（標高360.7 m）
- 川:大保大川、田嘉里川、大川川、饒波川、大兼久川
- 島：宮城島（本島とは架橋で繋がっている）

### 隣接する自治体
- 名護市（1970年7月まで羽地村）
- 国頭郡：国頭村、東村（後者は1923年まで久志村）

### 地域
元は村制前の10村を引き継いだ10字を置いていたが、のちに6字新設され、現在は16字を数える。行政区は17区設置されており、江洲（えす）のみ住所には使われていない（字白浜の一部）。
- 大宜味（おおぎみ）
- 喜如嘉(きじょか）
- 塩屋（しおや）
- 謝名城（じゃなぐすく）
- 白浜（しらはま）：1946年、渡野喜屋（とのきや）より改称。
- 田嘉里（たかざと）
- 田港（たみなと）
- 津波（つは、琉：ちふぁ）
- 饒波（ぬうは）
- 根路銘（ねろめ）

以下は1946年に新設された。
- 上原（うえはら）：塩屋・根路銘の一部が独立
- 大兼久（おおがねく）：大宜味の一部が独立
- 押川（おしかわ）：塩屋の一部が独立
- 大保（たいほ）：田港の一部が独立
- 宮城（みやぎ）：津波の一部が独立
- 屋古（やこ）：田港の一部が独立

### 人口
| |                                          |  |
| 大宜味村と全国の年齢別人口分布（2005年） | 大宜味村の年齢・男女別人口分布（2005年） |  |
| ■紫色 ― 大宜味村 ■緑色 ― 日本全国 | ■青色 ― 男性 ■赤色 ― 女性                |  |
| 大宜味村（に相当する地域）の人口の推移 \| 1970年（昭和45年） \| 4,535人 \| \| \| 1975年（昭和50年） \| 4,178人 \| \| \| 1980年（昭和55年） \| 3,626人 \| \| \| 1985年（昭和60年） \| 3,567人 \| \| \| 1990年（平成2年） \| 3,513人 \| \| \| 1995年（平成7年） \| 3,437人 \| \| \| 2000年（平成12年） \| 3,281人 \| \| \| 2005年（平成17年） \| 3,371人 \| \| \| 2010年（平成22年） \| 3,221人 \| \| \| 2015年（平成27年） \| 3,060人 \| \| \| 2020年（令和2年） \| 3,092人 \| \| |                                          |  |
| 総務省統計局 国勢調査より |                                          |  |
| 1970年（昭和45年） | 4,535人                                  |  |
| 1975年（昭和50年） | 4,178人                                  |  |
| 1980年（昭和55年） | 3,626人                                  |  |
| 1985年（昭和60年） | 3,567人                                  |  |
| 1990年（平成2年） | 3,513人                                  |  |
| 1995年（平成7年） | 3,437人                                  |  |
| 2000年（平成12年） | 3,281人                                  |  |
| 2005年（平成17年） | 3,371人                                  |  |
| 2010年（平成22年） | 3,221人                                  |  |
| 2015年（平成27年） | 3,060人                                  |  |
| 2020年（令和2年） | 3,092人                                  |  |

## 行政

### 歴代村長
| 期                       | 氏名         | 就任年月      | 退任年月      | 備考           |
| 大宜味間切長             | 大宜味間切長 | 大宜味間切長  | 大宜味間切長  | 大宜味間切長   |
| ------------------------ | ------------ | ------------- | ------------- | -------------- |
|                          | 不詳         |               |               |                |
| 大宜味村長（官選）       |              |               |               |                |
| 1                        | 山川文光     | 1908年        | 1914年8月31日 |                |
| 2,3                      | 嵩高久二     | 1914年9月1日  | 1920年6月3日  |                |
| 4,5,6                    | 金城鍜助     | 1920年7月     | 1932年6月14日 | 最初の民選村長 |
| 7                        | 前田耕一     | 1932年6月14日 | 1932年9月29日 | 在職中死亡     |
| 8,9,10,11                | 山城東栄     | 1932年10月4日 | 1945年9月24日 |                |
| 大宜味村長（米軍統治下） |              |               |               |                |
| 12                       | 宮里金次郎   | 1945年12月    | 1948年1月     |                |
| 13                       | 平良仁一     | 1948年3月1日  | 1950年7月31日 |                |
| 14,15                    | 宮里金次郎   | 1950年9月18日 | 1958年2月24日 |                |
| 16                       | 宮城丈正     | 1958年4月13日 | 1960年12月5日 |                |
| 17                       | 島袋幸喜     | 1961年1月22日 | 1962年8月19日 | 在職中死亡     |
| 18,19,20                 | 根路銘安昌   | 1962年10月7日 | 1972年        |                |
| 大宜味村長（公選）       |              |               |               |                |
| 21,22,23                 | 根路銘安昌   | 1972年        | 1982年10月6日 |                |
| 24,25,26                 | 新城繁正     | 1982年10月7日 | 1994年10月6日 |                |
| 27,28                    | 照屋林三     | 1994年10月7日 | 2002年10月6日 |                |
| 29,30                    | 島袋義久     | 2002年9月     | 2014年9月     |                |
| 31,32                    | 宮城功光     | 2014年10月7日 | 2022年10月6日 |                |
| 33                       | 友寄景善     | 2022年10月7日 | 現職          |                |

## 歴史
- 1673年 - 国頭間切南西部11村、羽地間切北部の平南及び津波2村の区域をもって、田港間切を創設する。
- 1695年 - 田港間切を大宜味間切に名称を変更する。
- 1908年 - 島嶼町村制の施行により、大宜味間切の区域をもって、大宜味村が発足する。
- 1911年 - 役場を大宜味に移転する。
- 1963年6月5日 - 初代塩屋大橋が開通[4]。すでに開通していた宮城橋と合わせ、名護市津波と大宜味村根路銘の間が塩屋湾を迂回せず宮城島経由で通行できるようになり、距離が約8 km短縮された。
- 1999年
  - 3月17日 - 村内で歌手の安室奈美恵の実母が義弟に殺害され、義弟が自殺する事件が発生（安室奈美恵実母殺害事件）。
  - 3月27日 - 塩屋大橋を架け替え、新橋（現行）が開通[5]
- 2016年 - 村内全小学校が過疎の為閉校し、1校に統合し移転。中学校も同時に移転。[6]
- 2024年11月8日 - 同月10日にかけて集中豪雨。浄水場に土砂が流入して村内で断水が発生[7]。

## 教育
- 沖縄県立辺土名高等学校（沖縄県最北端の高校）
- 大宜味村立大宜味中学校
- 大宜味村立大宜味小学校 - 2016年4月に新「大宜味小学校」として開校[6]。

廃校
- 大宜味村立喜如嘉小学校 - 2016年3月閉校[6]。
- 大宜味村立塩屋小学校 - 2016年3月閉校[6]。
- 大宜味村立津波小学校 - 2016年3月閉校[6]。

## 経済

### 産業
- 主要産業は第一次産業である。山地におけるシークヮーサーやマンゴー、シイタケの栽培が行なわれている[8]。
- 喜如嘉地域では伝統の芭蕉布づくりが、完全な手作業で行なわれており、伝統技術を継承している「喜如嘉の芭蕉布保存会」が国の重要無形文化財の保持団体として認定されている。
- 大宜味産蕎麦(沖縄そばではなく、日本本土と同じ蕎麦である。和蕎麦。)が村内で栽培され、「日本一早い新蕎麦」と謳われる。村内で蕎麦を提供する飲食店にて食することが出来る。
- 近年は農家が新たな名産品としてコーヒー栽培に取り組み、大宜味村産の「国産コーヒー」として県内外で認知され始めている。栽培に取り組む農家の数も徐々に増え、広がりを見せている。村内の複数の飲食店で大宜味産コーヒーが提供されている為、現地にて味わうことが出来る。
- 沖縄北部特有の酸性度のある赤土でつくられる『赤土大根』は村の名産品として地域内外の人々に親しまれ、食される。道の駅おおぎみ等でも入手出来る。
- 苦みが少ない茶の品種「さえみどり」が栽培されている。かつて、お茶の産地だった村の名産物を復活させたいと栽培が再開された。 「長寿の里・大宜味」の名に恥じない、健康的なお茶を目指し、EMを混ぜて作った土と無農薬栽培にこだわり、年々収穫量も増えている。
- 田嘉里集落に沖縄本島最北端の泡盛酒造所「やんばる酒造」が在る。 田嘉里川の上流から引いている自然水はまろやかで甘味があり、その水が酒造場で作られるそれぞれの銘柄の個性を引き出している。
- 先人から受け継いだ労力と時間を惜しまない丁寧な手仕事は現在の芭蕉布をはじめ、陶芸や漆芸、木工芸へと受け継がれ、今日では多くの工芸家が村内に工房を構えている。
- 芭蕉布・木工芸・陶芸・漆芸・染織等の伝統工芸に加え、伝統技法を現代風にアレンジした作品が若い工芸作家達によって伝統技法を現代風にアレンジした作品が意欲的に生み出されている。琉球藍で染めた糸を使った手織り工芸品、シルクスクリーン等の手工芸も盛んである。
- 喜如嘉集落や田嘉里集落等の村内各地に地元やんばるの木材を使った工芸品や地元やんばるの土を焼いて制作された陶器やシーサー等の工房・民芸ギャラリーが点在する。地元客のみならず観光客にも人気がある。
- やんばるの森林の中に森カフェ、海沿いや田園地帯にもカフェが点在している。やんばる3村の自然に溶け込んだカフェは老若男女に親しまれている。
- 塩屋地先にある結の浜の企業支援賃貸工場に沖縄村上農園と沖縄セルラーアグリ＆マルシェの２社の植物工場が誘致され、地元雇用の創出に貢献している。沖縄村上農園は自然環境に恵まれ水質が良く、水量が豊富な大宜味村の地の利を生かし、豆苗を市場へ供給する農作物の主軸として2013年より稼働している。一方、南城市玉城で既に植物工場を運営している沖縄セルラーアグリ＆マルシェは、県産の新ブランド苺の水耕栽培を生産体制の柱に据える。
- 喜如嘉翔学校。廃校となった旧喜如嘉小学校を活用した複合施設。「喜如嘉“翔”学校」としてテナントの運営や体験プログラムの提供、イベント開催などを行っている。施設内には、北部地域約30工房の工芸品を販売する工芸店や、沖縄県最北端のブックストアや、完全予約制プライベートサウナ、手編みハンモックの販売や体験教室を展開するハンモック工房など10以上のテナントが出店している。
- 津波小学校跡地にて、民間の養殖業者により沖縄の三大高級魚として知られるアカジンミーバイ(スジアラ)を天然物と遜色の無い色鮮やかな赤色に体色変化させ成長させる特殊な養殖技術を確立した陸上養殖が行われている。沖縄県内や日本産食材の市場価値が高い中国、東南アジアのマーケットに向けて出荷される。ヤイトハタ(アーラミーバイ)などの養殖も行われる。更に2023年には同じ敷地内に採卵や稚魚の養殖を行う新たな施設を完成させた。
- 沖縄セルラーが植物工場でイチゴ「美ら島ベリー」を製造している。

## 交通

### 路線バス
村内には琉球バス交通と沖縄バスが共同運行する67番辺土名線が運行されている。67番は名護市と国頭村を結ぶ路線で、大宜味村内は全区間国道58号経由。
- 67：辺土名線
  - 名護バスターミナル - 津波 - 宮城 - 塩屋入口 - 大宜味 - 辺土名高校前 - 奥間ビーチ入口 - 辺土名バスターミナル

2018年10月1日に廃止された73番川田線の村内区間をカバーする代替バスが村により同日から運行されていたが、利用者の少なさから2019年3月末で廃止された
ほかに国頭村営バスが辺土名高校と国頭村内の間に運行されるが、大宜味村内全区間を含む辺土名高校 - 辺土名間は国頭村内から辺土名高校に通学する生徒のために運行されるため、一般客は乗車不可。また東村営バスが大宜味村内の道の駅おおぎみを発着しているが、東村に入るまでは降車不可。

### 道路
- 国道58号
- 国道331号
- 沖縄県道9号線

### 港湾
- 塩屋港

## 医療
- ランデブーポイント[11] 3箇所
※民間救急ヘリコプターMESHのヘリポートとして使用
- 大宜味村塩屋(結の浜)に大宜味村立診療所がある。

## 名所・旧跡
- 根謝銘城跡 - 神アサギと御嶽がある。土器や獣骨、貝殻やカムィ焼、青磁器、南蛮系陶器、さらに釘や木玉まで出土する重層的な遺跡である。城壁や遠見台の跡も残る。村史によれば仲昔中山英祖王の子孫で、中北山仲昔今帰仁按司丘春の子の大宜味按司の居城と伝わるが、一方で国頭按司の居城跡と言う説もある（もっとも中北山時代の名護按司、羽地按司や国頭按司はいずれも丘春の近縁である）
- 芭蕉布会館 - 国の重要無形文化財に指定されている「喜如嘉の芭蕉布」の後継者育成を目的とした施設で、伝統を受け継ぐ人たちの共同作業場にもなっている。その貴重な伝統工芸技術の作業風景を身近で見学することが出来る。芭蕉布の展示販売、制作工程のビデオ設備も用意されている。
- 大宜味村役場旧庁舎 - 大正時代のコンクリート建築物として県内に存在する唯一のものであり、鉄筋コンクリート造技術の導入や、構造法の歴史を知るうえで貴重な建造物とされている。建築や近代史等に関わる県内外の研究者、学生等から研究材料としての高い評価を得ている。

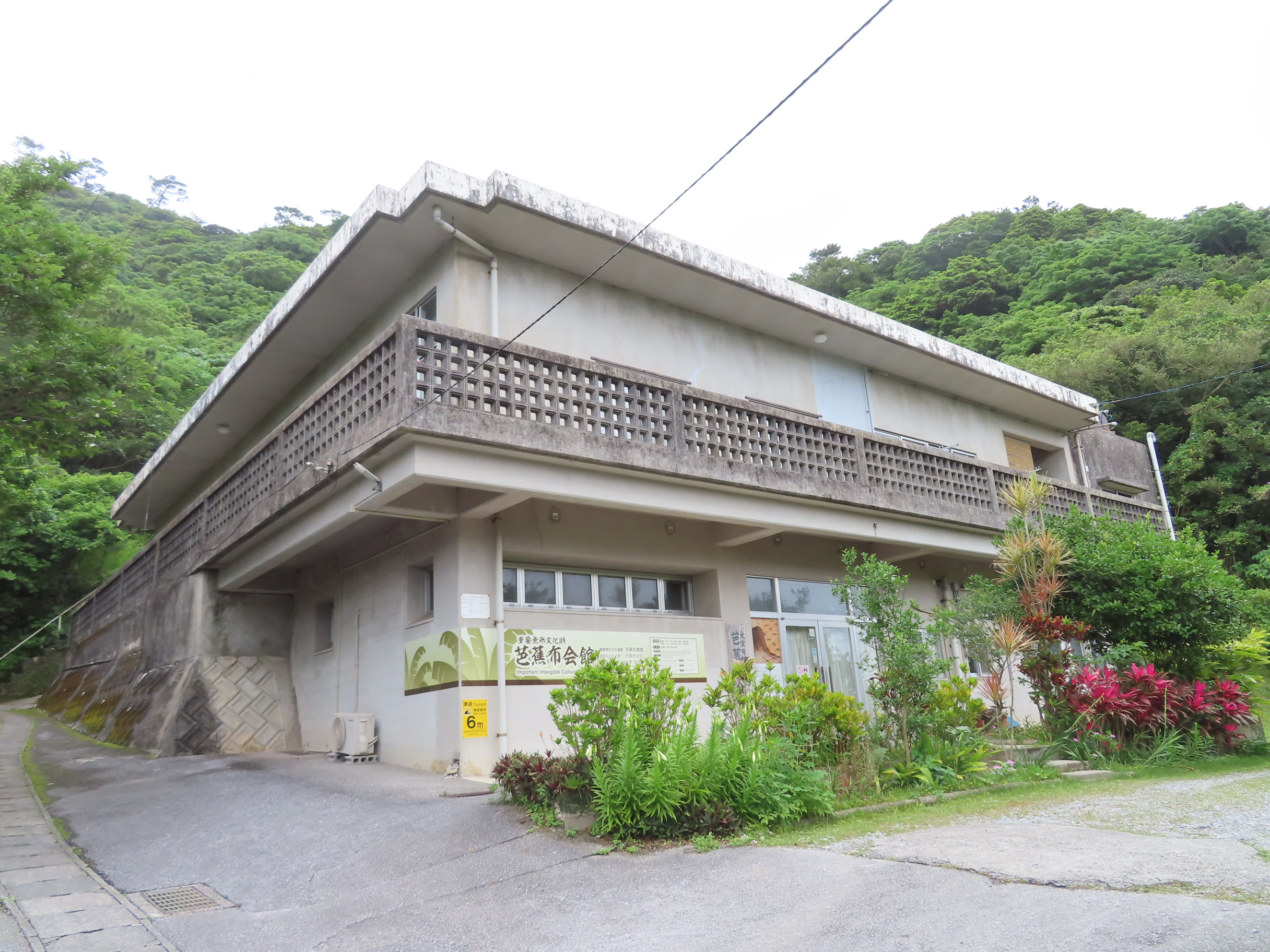
芭蕉布会館
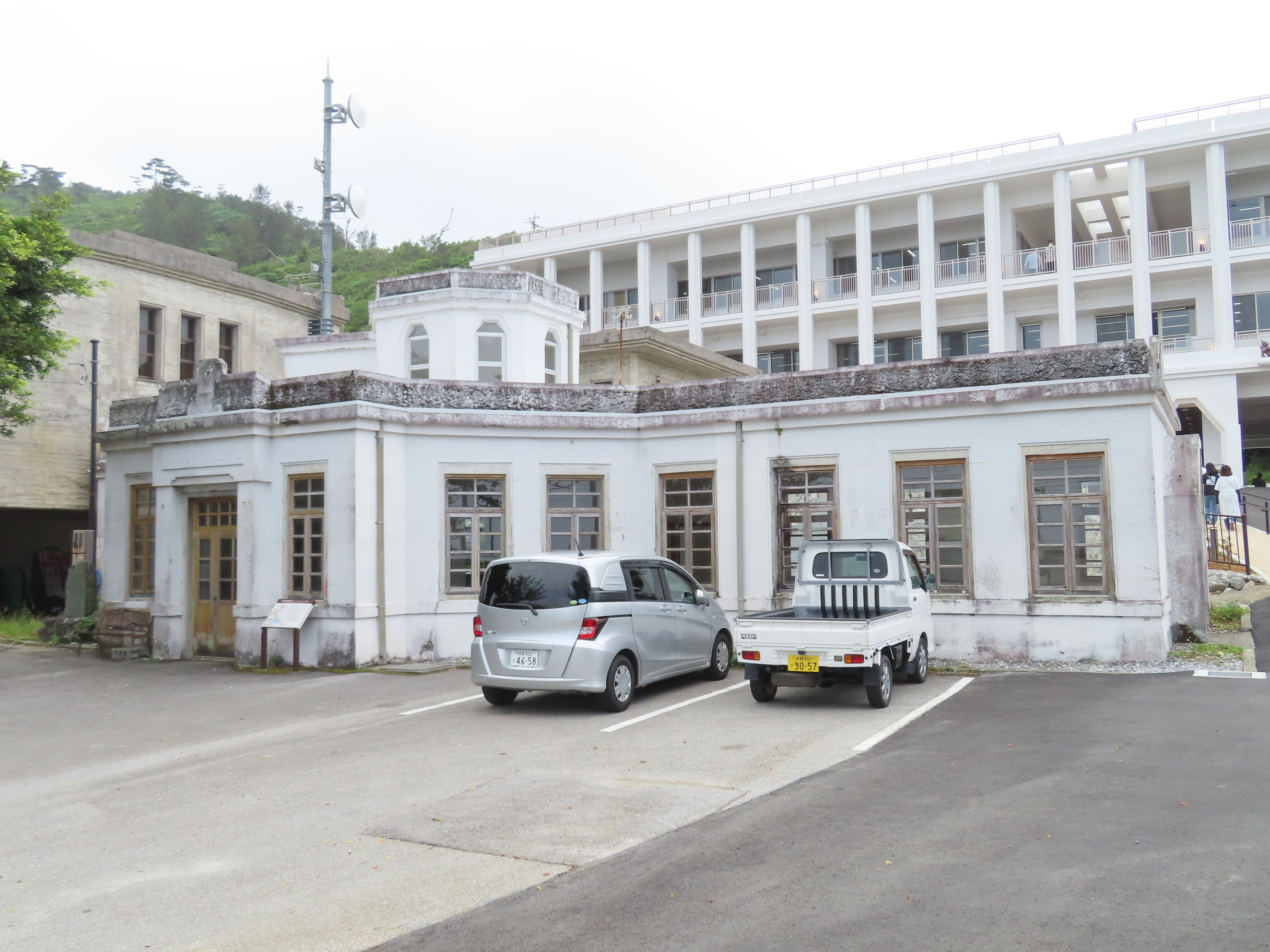
大宜味村役場旧庁舎

## 祭事・催事 (イベント)
- 塩屋のウンガミ - 旧暦7月、盆明けの亥の日に行われる年中行事。ノロによる神事と男たちによるハーリーが行われる。国の重要無形民俗文化財。豊作豊漁を願う沖縄伝統の海神祭である。400〜500年の歴史を持つとされる。
- キャンドルナイトinサーベイ- 大宜味村の塩屋湾を囲む地域を中心に開催されるイベント。 塩屋湾の周囲と水面を数千本のロウソクでライトアップして、キャンドルナイトウォーキングやキャンドルナイトサイクリング等が行われる。  オレンジ色の光に包まれた幻想的な景色に魅了され、イベントには村内外から多くの人が訪れる。
- いぎみてぃぐま展 - 春、4月に三日間の日程で開催される。大宜味村内の工芸家が制作した工芸品を展示する工芸展。「てぃぐま」は方言で手先が器用なことを意味し、それに手作りで心を込めて作るという意味もこめて展示会を行う。
- 大宜味村夏まつり - 8月中旬に開催される。毎年恒例となっているヒージャー(山羊)争奪綱引き大会や花火大会、野外ライブ、青年会エイサー等が催される。
- 大宜味村産業まつり - 1月中旬の2日間、開催。村農産物の加工品や飲食物の展示販売、シークァーサー品評会、特産品セリ体験、ステージ演奏、子ども向けのおしごと体験「おおぎみわじゃキッズ」なども開催される。
- 大保ダム祭り(大保ダムまつり＆森に学ぼうin大宜味村) ダム湖面遊覧 、ダム提体内見学、湖面カヌー体験、湖面サップ体験、紙ねんどシーサー作り体験、木製ボールペン作り体験などの体験イベントが催される。

## 観光スポット
- 道の駅おおぎみ - 2020年に現在の地に移転。「やんばるの森ビジターセンター」を併設。
- 大宜味村農村活性化センター - 以前は道の駅として運営していたが、現在は大宜味村農村活性化センターとして地域の農産物や特産品を取り扱っている。目の前に海が広がり絶景のロケーションに在る。 施設には飲食店もあり、又、施設の隣には親川滝がある。
- 塩屋大橋
- ター滝 - 平南川（へなんがわ）上流に位置する。亜熱帯の照葉樹林が広がるエリア。清流を歩くリバートレッキングが楽しめる。夏は滝壷で泳ぐことも出来る。
- 六田原（むたばる）展望台 - 塩屋富士（317.4 m）の中腹にある、塩屋湾を一望できる展望台。屋古地区から押川集落へ抜ける道路沿いに位置。全く手入れがされておらず、草に覆われており、ハブ等に注意が必要。閉館したホテル・サンセットビューインシャーベイの付属施設だった。
- 石山展望台 - 東海岸と西海岸の中間にある高台の展望台から両方の海を見渡せる。観光向けに整備されている施設とは言えないが駐車場が在る。
- 喜如嘉板敷海岸の板千瀬 - 喜如嘉集落の南側の海岸の砂浜に沿って1 kmにわたり、厚さ6〜30 cmの板状の岩が何枚も重なりあって、まるで板を敷いたように見える。この岩はビーチロックと呼ばれる。熱帯から亜熱帯のサンゴ礁海岸特有の岩で、沖縄では板干瀬と呼ばれる。
- 喜如嘉集落のオクラレルカ水田 - 満開の時期は毎年4月上旬～中旬頃。鮮やかな紫色の花が咲き、花々が辺り一面を覆い、まるで紫のじゅうたんのような美しい田園の景観を楽しむが出来る。
- 喜如嘉の七滝 - 喜如嘉集落先の森の中に位置する。滝からの清涼な風が清々しく、古い信仰の名残と神秘的な空気が荒らされずに残る。パワースポットとして人気がある。
- 大宜味御嶽のビロウ群落- ビロウ群落は、海岸斜面の潮風の影響の強い立地に成林し、伊江島、南大東島・与那国島などによく群生している。沖縄本島ではあまり発達が見られず、島内では本群落が最大である。
- ネクマ～六田山ウォーキング道 - やんばるの自然に触れ、そこに息づく生物を観察することが出来る。
- ぶながや館 - 大宜味村大保ダムに広く親しんでもらうための水(自然)環境を主題にした学習資料館。 自然環境と人とのつながりや防災意識を学びながら、持続的な観光交流を育み広げていく為の環境学習の拠点施設である。
- 大宜味シークヮーサーパーク - 入場無料の大宜味村内のテーマパーク。民間施設。

## 出身人物
- 天野鍜助：教育者、政治家。故人。
- 宮城新昌：実業家
- 平良辰雄：政治家